# Aulo Agerio
Aulo Agerio (abreviado A. A. en latín, Aulus Agerius; literalmente, "Aulo solicita" o "persigue") es una frase ficticia muy utilizada en los textos de derecho romano para ilustrar, con ejemplos concretos, la posición de un individuo en diferentes casos jurídicos.
Aulo Agerio generalmente representa en el procedimiento Per Formula, al actor, es decir al que agita, al que inicia la causa (un nombre, que remite al verbo agere, 'actuar en el juicio', considerado equivalente a is qui rem agit, 'el que promueve la causa', "el demandante"). Es el actor el que corre con la carga de la prueba.
Suele oponerse usualmente a Numerio Negidio (=is qui numerare negat, "el que dice que no quiere pagar"), técnicamente el demandado.
Otras partes de la fórmula utilizada, fuera de las figuras específicas de demandante y demandado incluyen a Titius iudex esto ("Ticio sé juez") o si son varios, Ticio, Cayo y Seyo, como tercera parte.